# 广安区
广安区是四川省广安市市辖区，位于广安市中北部。

## 历史沿革
- 南朝建县，初名始安，后改名賨城、丰乐、渠江。
- 宋朝取“广土安辑”之意设广安军，广安由此得名。
- 元朝升为广安府，明、清为广安州。
- 民国初年设广安县。
- 1998年，改广安县为广安区。
- 2013年，由广安区析置前锋区。

## 地理
- 广安区地处四川盆地东部、华蓥山中段西麓，与前锋区、华蓥市、岳池县、渠县、蓬安县等5县（区、市）相邻。
- 区内地形地貌复杂，山地、丘陵、平坝交错，以丘陵为主。

## 行政区划
广安区下辖6个街道办事处、13个镇、3个乡：
浓洄街道、北辰街道、广福街道、万盛街道、中桥街道、枣山街道、官盛镇、协兴镇、浓溪镇、悦来镇、兴平镇、井河镇、花桥镇、龙台镇、肖溪镇、恒升镇、石笋镇、白市镇、大安镇、穿石镇、大龙镇、东岳镇、龙安乡、彭家乡和白马乡。

## 人口
- 总人口120万人，非农业人口17.94万。

## 交通
- 沪蓉高速（南广邻高速公路）：南充至广安至邻水，是国家主干道的一段。
- 银昆高速（巴广渝高速公路）
- 广泸高速（遂广高速公路）
- 广前一级公路
- 襄渝线、兰渝铁路过境。
- 广安至广兴能源干道

## 著名人物
- 邓小平，中国改革开放的总设计师。
- 陈启礼，竹联帮领袖。

## 风景名胜
- 邓小平故居：位于广安区协兴镇牌坊村。
- 佛手山：位于广安区协兴镇。
- 万春瀑布
- 大良抗蒙古城
- 白塔
- 奎阁
- 肖溪古镇
- 思源广场
- 北辰人工湖
- 邓小平纪念馆

## 经济
- 全区GDP：47.2亿（2003年），位列四川省的41位
- 人均GDP：3369元（2003年），位列四川省的106位。
- 地方财政收入：1.22亿元（2003年），位列四川省111位。

## 特产
龙安柚、广安蜜梨：中国地理标志产品。